# Мухарский, Антон Дмитриевич
Анти́н (офиц. Анто́н) Дми́триевич Муха́рский (укр. Антін (офиц. Антон) Дмитрович Мухарський, он же — О́рест Лю́тый (укр. О́рест Лю́тий); род. 14 ноября 1968 года, Киев, Украинская ССР) — украинский актёр театра и кино, телеведущий, певец, поэт-песенник, писатель, некоторое время был советником министра культуры Украины. Наибольшую известность получил как автор и исполнитель пародийных песен в составе созданного им в 2012 году вокально-инструментального ансамбля «Сталин унд Гитлер капут».

## Биография
Родился 14 ноября 1968 года в Киеве в семье вокалистов ансамбля укр. «Мрія» («Мечта»). Его мать — Валентина Мухарская. Ансамбль «Мрія» был создан в Киеве в 1965 году композитором Игорем Покладом на базе хора завода «Арсенал» и был популярен на Украине в 1960—1970-е годы.
После окончания в 1992 году Киевского государственного института театрального искусства им. Карпенко-Карого (КГИТИ) стал актёром Киевского Национального театра русской драмы имени Леси Украинки.

## Творческая деятельность

### Музыкальные проекты. Ансамбль «Сталин унд Гитлер капут»
В 2006 году создал кантри-группу «Кони-айленд».
В 2009 году инициировал художественно-культурологический проект «Жлоб. Жлобство. Жлобизм» и создание Союза Вольных Художников «Воля или Смерть».
В 2012 году в рамках проекта укр. «Лагідна українізація» («Ласковая украинизация») создал вокально-инструментальный ансамбль «Сталин унд Гитлер капут», исполняющий популярные советские песни, но с собственными текстами (в жанре политического памфлета и стёба), он же является единственным солистом ансамбля, выступая под именем «профессора антропологии Ореста Лютого». Именно выступления в этом ансамбле сделали имя Антона Мухарского (Ореста Лютого) известным и популярным на Украине. До настоящего времени (2020 год) ансамбль продолжает активно выступать.
В заключительных титрах к клипу «Ах, Бандера, украинский апостол» (2012) Антон Мухарский заявил, что является внуком генерал-майора Александра Суворова и бандеровской связной укр. Параски (Прасковьи) Кныш, также оркестр данного клипа состоит из потомков в прошлом непримиримых врагов: потомков петлюровца, бандеровца, советского солдата, солдата Вермахта, английского солдата. Заканчивается клип надписью «Украинцы всех стран, объединяйтесь!».

### Телевизионные политико-пропагандистские проекты
В 2014 году создал культурологическую платформу «Украинский культурный фронт», начавшуюся с проекта «Майдан. (Р)Эволюция духа». В том же году выпустил альбом «А я — не москаль».

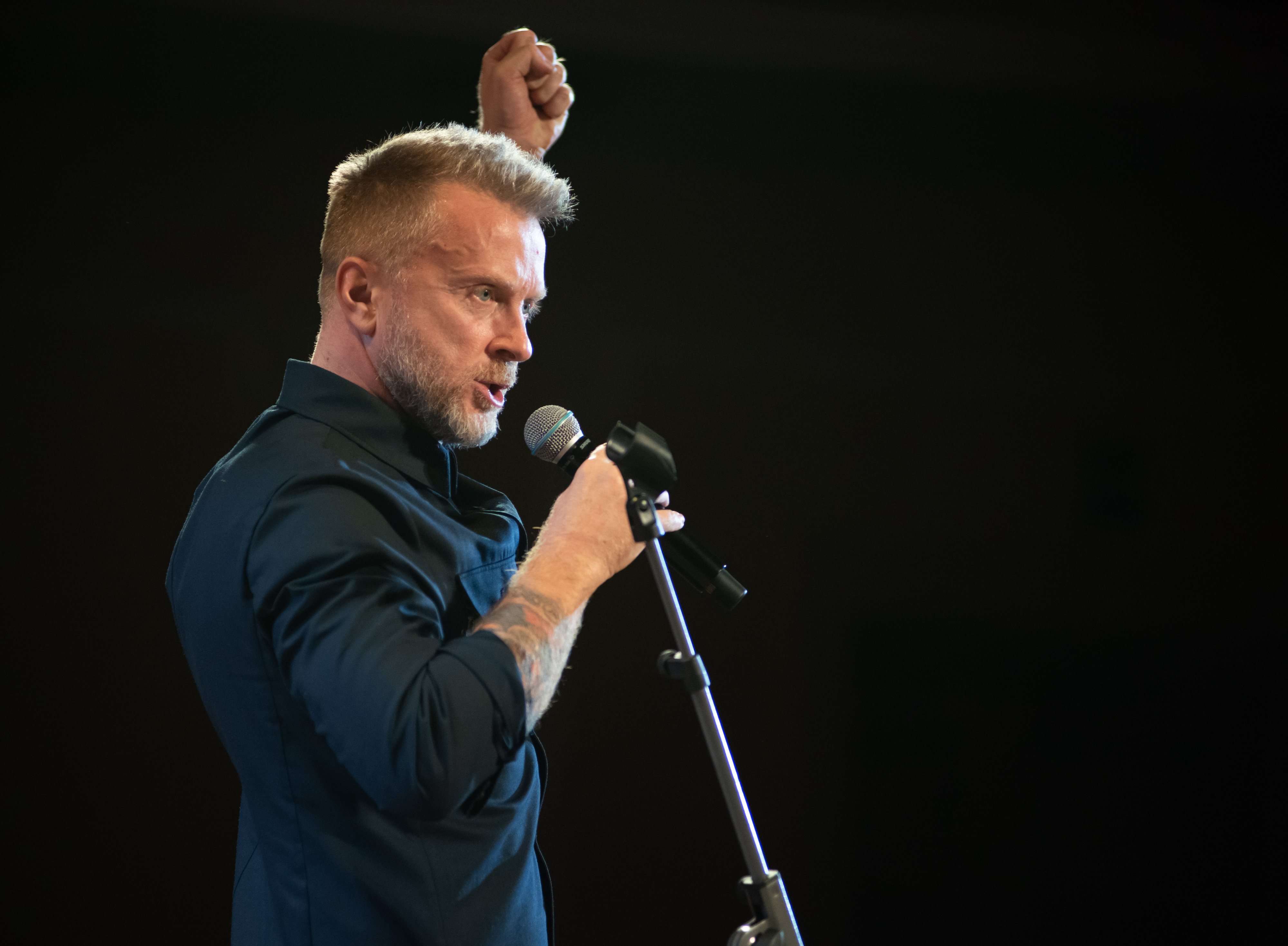
Антин Мухарский на Черкасском книжном фестивале, 2021 год

27 марта 2015 года указом вице-премьера и министра культуры Вячеслава Кириленко был назначен на должность внештатного советника. До этого Антон Мухарский отказался от должности заместителя министра культуры. Спустя «где-то месяца полтора-два» отказался и от должности советника, чтобы не дискредитировать Минкульт своей «в определённой мере одиозной персоной».
В 2015 году в рамках проекта «Украинизация на экспорт» начал выступать в новом образе — оппозиционного российского журналиста из Казани Ипатия Лютого, двоюродного брата Ореста Лютого. В конце 2016 года принял решение «убить» этого персонажа, так как, по собственному признанию, разочаровался в российских либералах. Также на 2015 год был запланирован выпуск автобиографического романа «Разрыв. Как я стал „национал-фашистом“, бросил жену и семерых детей».

### Автор и исполнитель песен
Автор песен «Ах, Бандера, украинский апостол!», «Гаспада малороси», «Пошёл нах…», «Слава Украине!», «Катя — ватница», «Россиян в Донбассе нет», «Пидарасы победы», «Идёт кацап по городу», «Русские пиздят» и ряда других произведений, содержащих ненормативную лексику. В качестве музыки ряда песен использует заимствованные мелодии старых советских песен. В конце 2017 года объявил о том, что проект «Орест Лютый» закрывается и он больше не будет выступать в этом образе, но вскоре выступления Ореста Лютого продолжились.

## Заявления
В 2017 году Мухарский заявил о необходимости перехода украинского языка на латиницу, чтобы «приблизить его к международному сообществу».
15 февраля 2018 года решил эмигрировать из Украины в ЕС, как он сам объяснил, из-за «принятия закона об усилении ответственности за неуплату алиментов». Накануне суд, на котором он демонстративно раздевался догола, арестовал его имущество, после чего Мухарский заявил, что намерен просить в одной из стран Европы политическое убежище.

## Семья
С 2006 года был женат на украинской телеведущей Снежане Егоровой, от которой имеет троих детей: Андрея (2006), Ивана (2012) и Арину (2010). У Егоровой также было двое детей от её предыдущего брака с Семёном Егоровым — дочери Александра и Анастасия, у самого Антона тоже есть дочери от предыдущих отношений — София (1991) и Иванна (2006).
16 февраля 2015 года Мухарский и Егорова развелись, все дети остались с матерью. Со слов Мухарского, причиной развода было то, что он хотел, чтобы их дети получали образование на украинском языке, а жена хотела — на русском. Это вызывало конфликты, и Егорова называла его «национал-фашистом». Он в ответ в своём блоге на сайте «Обозреватель» обвинил её в том, что в 2004 году она убила их нерождённого ребёнка, спровоцировав искусственные роды на 5-м месяце беременности, а 7 января 2013 года, будучи пьяной, после ссоры по телефону, попыталась утопить в ванне их 9-месячного сына Ивана.

## Творчество

### Театральные работы

#### Национальный академический театр драмы имени Леси Украинки
- 1993 — «Молодые годы короля Людовика XIV» А. Дюма; реж. Михаил Резникович — Филипп[16]
- 1999 — «Ревизор» Н. Гоголя; реж. Юрий Аксёнов — Хлестаков[17]
- «Крокодил» Ф. Достоевского; реж. Александр Ануров[18]

#### Киевская академическая мастерская театрального искусства «Созвездие»
- 1993 — «Когда лошадь теряет сознание» Ф. Саган, реж. Надежда Батурина — Бертран

#### Другие театры
- 2016 — «Здравствуйте, я ваша тётя» Б. Томаса; режиссёр Вячеслав Жыла — Френсис Чесней, полковник

### Роли в кино
- 1985 — Чужой звонок — Валерий Макаркин
- 1992—1997 — Тарас Шевченко. Завещание[укр.] — Егор Гудыма
- 1995 — Остров любви — рыцари любви / Иван, учитель в доме Антонины (Фильм седьмой. «Поединок»)
- 1997 — Приятель покойника — клиент в магазине Димы
- 1999 — День рождения Буржуя — эпизод (в титрах не указан)
- 2000 — Мойщики автомобилей — Илья, бандит
- 2001 — Чёрная рада — казак на пиру
- 2001 — Если я не вернусь
- 2001 — Леди бомж — Зиновий Щеколдин (Зюня)
- 2002 — Бездельники — «звезда футбола»
- 2003 — Леди мэр — Зиновий Щеколдин (Зюня)
- 2004 — Двенадцать стульев — Ляпис, поэт-гаврилиадист / актёр театра «Колумб» в роли капитана
- 2005 — Королева бензоколонки 2 — Роман
- 2005 — Сумасбродка — Громов, друг Ксении
- 2006 — Утёсов. Песня длиною в жизнь — Григорий Александров
- 2008 — Пуговица
- 2009 — Возвращение блудного отца
- 2009 — Совсем другая жизнь — Роберт, муж Ирины
- 2016 — Певица — Гарри Король
- 2016 — Жены на тропе войны — Вадим, муж Алисы

### Работа на телевидении
- «Квадратный метр»
- «НЛО»
- «Музыкальный киоск»
- «С добрым утром!»
- «Зелёная лампа» (анархо-кабаре)
- "Секретный фронт"

## Награды
- 1993 — номинация премии «Киевская пектораль» в категориях «Лучшая мужская роль второго плана» (Бертран, спектакль «Когда лошадь теряет сознание») — лауреатом стал Василий Мазур
- 1996 — 49-й Эдинбургском театральном фестивале (Шотландия). Приз критики за роль Раскольникова в спектакле «Убийца»
- 1999 — номинация премии «Киевская пектораль» в категориях «Лучшая мужская роль» (Хлестаков, спектакль «Ревизор») — лауреатом стал Юрий Мажуга

## Видео
- Ипатий Лютый, «Злые пиндосы» (на мотив песни «Ласкового мая»). 5.3.2016.
- Ипатий Лютый, «Брехня из зомбоящика» (на мотив песни «Земля в иллюминаторе»). 29.2.2016.
- Орест Лютый, «С чего начиналась Московия» (на мотив песни «С чего начинается родина»). 7.6.2012.
- Орест Лютый, «Ах, Бандера — украинский апостол» (на мотив песни «Ах, Одесса» и украинской эстрадной песни «Ой, смерека»). 17.4.2012.